# Mina El Hammani

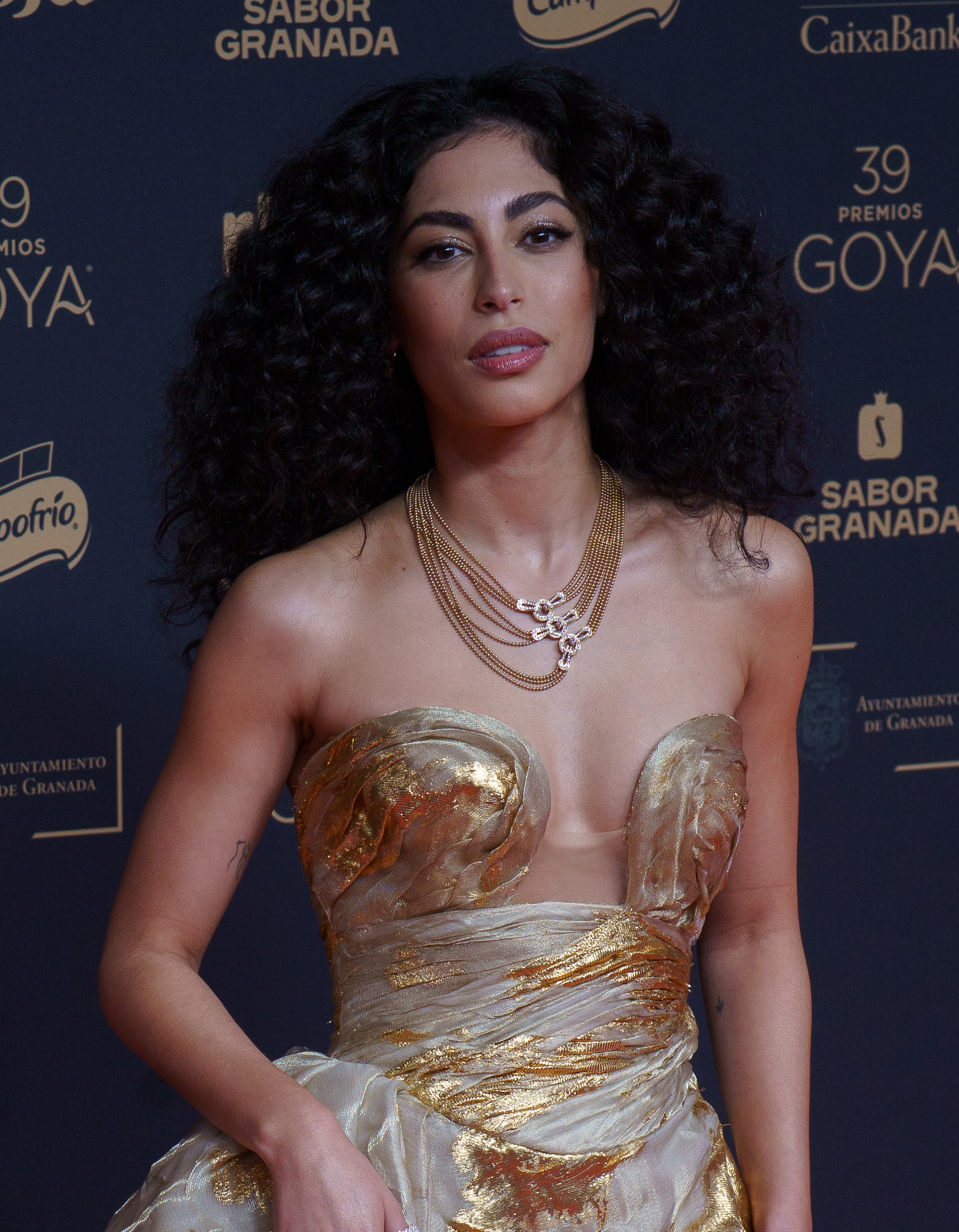
Mina El Hammani (2025)

Mina El Hammani (* 29. November 1993 in Madrid) ist eine spanische Schauspielerin und Model mit marokkanischen Wurzeln. Sie wurde vor allem bekannt durch ihre Rolle als Nadia in der Netflix-Serie Élite.

## Leben
Mina absolvierte ein dreijähriges Training als Schauspielerin. Ihre erste Rolle hatte sie 2015 in der spanischen Krankenhaus-Serie Centro Medico. Lokale Bekanntheit erlangte sie als „Nur“ in der spanischen Drama-Serie El Principe. 
Nach weiteren kleinen Rollen erzielte sie 2018 den Internationalen Durchbruch durch ihre Rolle als Nadia Shanaa in der Netflix-Serie Élite. Dort stellt sie eine Kopftuch tragende Muslima dar, die eine neue Schule besucht. In der Serie gerät Nadia aufgrund ihrer Herkunft schnell in Konflikte mit ihren Mitschülern. Durch ihr Selbstbewusstsein und ihren Ehrgeiz schafft sie es dennoch sich zu behaupten und knüpft einige Freundschaften. – Nach der Premiere von Élite wuchs die Aufmerksamkeit auf sie schlagartig. Laut ihren Aussagen stieg die Anzahl ihrer Follower innerhalb Stunden von 10.000 auf über 400.000.
Mit der größeren Bekanntheit ging eine geringere Privatsphäre einher. Dies wurde ihr klar als sie weinend ihren kranken Vater im Krankenhaus besuchte und ihre Fans sie dennoch nach einem Foto fragten. Mina erklärt sich dankbar für ihre bisherigen Rollen, auch wenn diese bis dahin auf ihre arabisch-muslimischen Wurzeln zurückzuführen waren. In ihrer Zukunft als Schauspielerin möchte sie jedoch Aufgaben übernehmen, die nichts mit ihrer Herkunft zu tun haben. 2020 unterschrieb sie einen Vertrag beim Streamingdienstanbieter Amazon-Prime für die Serie „Las Cumbres“. Des Weiteren ist Mina im Theater als Schauspielerin tätig und modelte für mehrere Modezeitschriften, zum Beispiel für die spanische Ausgabe der Vogue.

## Filmografie
- 2015: Centro Medico (Fernsehserie, 1 Episode)
- 2015–2016 El Principe (Fernsehserie, 15 Episoden)
- 2017: La que se Avecina (Fernsehserie, 1 Episode)
- 2017: The State (Fernsehserie, 1 Episode)
- 2017–2018: Servir y proteger (Fernsehserie, 200 Episoden, Staffel 1)
- 2018–2021, 2024: Élite (Fernsehserie, 31 Episoden)
- 2019: Hernán (Fernsehserie, 1 Episode)
- 2021: Élite Kurzgeschichten: Nadia und Guzman (Fernsehserie, 3 Episoden)
- 2021–2023: El internado: Las Cumbres (Fernsehserie, 8 Episoden)
- 2022: Mañana es hoy
- 2023: Black Sunday (Fernsehserie, 4 Episoden)
- 2024: Operación Marea Negra (Fernsehserie)